# Bombo (videogioco)
Bombo è un videogioco a piattaforme, imitazione dell'arcade Bomb Jack, pubblicato nel 1986 per Commodore 64 dalla Rino Marketing, un'etichetta della Alligata Software. 

## Modalità di gioco
Il gameplay è simile a Bomb Jack da molti punti di vista, ma il protagonista non ha l'aspetto di un supereroe mascherato, bensì di un omino munito di jet pack. Il gioco si svolge in una serie di livelli bidimensionali a schermo fisso, con piattaforme sospese non oltrepassabili e talvolta anche pareti verticali, con disposizioni diverse a ogni livello.
Ci sono tre immagini di sfondo che si alternano regolarmente ogni tre livelli: un tempio egizio, dei grattacieli, un castello medievale. Ci sono anche tre diverse musiche di accompagnamento, due originali e una basata sulla Melodia araba.
L'obiettivo di ogni livello è raccogliere le 20 bombe sparse per lo scenario, simili a barili nell'aspetto, sospese in aria o poggiate sulle piattaforme. Una bomba alla volta è lampeggiante finché non viene raccolta e dà un punteggio molto più alto delle bombe normali, per cui una sfida aggiuntiva può essere cercare di raccogliere solo le bombe lampeggianti nell'ordine in cui si attivano.
Il protagonista può camminare in orizzontale e con il jet pack fare balzi molto in alto e spostamenti laterali in volo. Può frenare il movimento verticale, che altrimenti continua automaticamente, per interrompere un balzo o per rallentare una caduta.
Ci sono diversi nemici che camminano o volano, senza inseguire intenzionalmente il protagonista, e se toccati fanno perdere una vita: omini grigi, uccelli e vari oggetti fluttuanti. Può comparire un power-up volante che rende i nemici temporaneamente immobili e vulnerabili al contatto.

## Accoglienza
La stampa di settore giudicò Bombo di qualità paragonabile a quella della conversione ufficiale di Bomb Jack, realizzata invece dalla Elite Systems.
Le musiche vennero spesso apprezzate dalla critica, ad esempio Zzap! 3 assegnò il voto 97% all'audio, pur non avendo gradito il gioco in generale.